# Shailaja Acharya
Shailaja Acharya (8 mei 1944 – Kathmandu, 12 juni 2009) was een Nepalees politica. 
Acharya was een vooraanstaand lid van de Nepalese Congrespartij en werd de eerste vrouwelijke vice-eerste minister voor een korte periode in 1998. In 2006 werd zij ambassadeur in India.
Acharya was een nicht van de eerste verkozen eerste minister van Nepal, Bishweshwar Prasad Koirala en van congresvoorzitter Girija Prasad Koirala. Zij was ook de tante van  bollywoodacteur Manisha Koirala. Acharya leed aan de ziekte van Alzheimer en kreeg een longontsteking. Zij overleed in juni 2009.